# مارک راست
 مارک راست (انگلیسی: Marc Rosset؛ زاده ۷ نوامبر ۱۹۷۰) یک تنیس‌باز اهل سوئیس است.